# Carex arenicola
Carex arenicola är en halvgräsart som beskrevs av Friedrich Schmidt. Carex arenicola ingår i släktet starrar, och familjen halvgräs. Inga underarter finns listade i Catalogue of Life.